# 馬文·岡薩雷茲
馬文·哈維爾·岡薩雷茲（英語：Marwin Javier González，1989年3月14日—），為委內瑞拉籍的前職棒選手，他生涯曾效力過太空人、雙城、紅襪與洋基，以及日職的歐力士野牛等隊。他主要擔任游擊手，不過他除了投捕以外的位置都能守備。他於2017年世界大賽拿到冠軍戒。

## 職業生涯

### 休士頓太空人
2005年11月23日，年僅16歲的岡薩雷茲以國際球員身分與小熊隊簽約。2011年，紅襪隊透過規則五選秀選進他，隨後將他交易至太空人隊，得到Marco Duarte。
2012年，岡薩雷茲就進入太空人隊的開季先發名單中。2013年4月2日，達比修有投出了一場8.2局的完全比賽，不過岡薩雷茲擊出了穿越安打，讓達比休的安打破功。岡薩雷茲還有一個很有趣的紀錄，他生涯前25支全壘打全部都是陽春砲，直到2016年5月6日擊出兩分砲才終止此紀錄。2017年，他的打擊率為3成03。
2017年世界大賽第2場，岡薩雷茲在9局上擊出追平轟。最後太空人在延長賽拿下勝利。而太空人最終4勝3敗擊敗道奇，拿下隊史首座冠軍。
2018年，他的打擊率下滑至2成47。球季結束後，他不與太空人隊簽約，成為自由球員。

### 明尼蘇達雙城
2019年2月25日，他與雙城隊簽下2年2100萬美元的合約。

### 波士頓紅襪
2021年2月24日，他和紅襪隊簽下1年300萬美元的合約。

### 重返休士頓
2021年8月27日，岡薩雷茲和太空人簽下小聯盟合約。他在9月5日成功回到大聯盟。

### 紐約洋基
春訓期間，洋基與岡薩雷茲簽下了含春訓邀請的小聯盟合約，靠著春訓的好表現，他爭取到進入開季大聯盟名單的機會。

## 個人生活
岡薩雷茲與妻子Noel有3個小孩，他們現居在休士頓。

## 外部連結
- 球員資訊和成績在MLB ，ESPN ，Retrosheet ，Baseball Reference ，Baseball Reference (Minors) ，Fangraphs ，The Baseball Cube （英文）
- 馬文·岡薩雷茲的X（前Twitter）
- 馬文·岡薩雷茲的Instagram帳戶